# Ljiljana Vučević
Ljiljana Vučević (* 10. April 1962 in Titograd, FVR Jugoslawien als Ljiljana Mugoša) ist eine ehemalige montenegrinische Handballspielerin, die dem Kader der jugoslawischen Nationalmannschaft angehörte.

## Karriere
Vučević lief zwischen 1976 und 1988 für den Verein ŽRK Budućnost Titograd auf. Mit Budućnost Titograd stieg sie im Jahr 1981 in die höchste jugoslawische Spielklasse auf. Im Jahr 1984 gewann sie mit Budućnost Titograd das Finale des jugoslawischen Pokals mit 24:21 gegen ŽRK Olimpija Ljubljana. Hierdurch qualifizierte sich die Mannschaft für die Saison 1984/85 mit dem Europapokal der Pokalsieger erstmals für einen europäischen Pokalwettbewerb, in dem sich Budućnost Titograd im Finale erfolgreich gegen die tschechoslowakische Mannschaft von Družstevník Topoľníky durchsetzen konnte. Ebenfalls in der Spielzeit 1984/85 errang Budućnost Titograd die jugoslawische Meisterschaft. Zwei Jahre später gewann die Rückraumspielerin mit dem IHF-Pokal einen weiteren Titel. Im Sommer 1988 schloss sie sich der jugoslawischen Verein Voždovac an. Noch während der Saison 1988/89 wechselte sie zum französischen Erstligisten USM Gagny. Für Gagny lief Vučević dreieinhalb Spielzeiten auf, in denen sie 1991 und 1992 die französische Meisterschaft sowie 1992 den französischen Pokal gewann.
Vučević belegte im Jahr 1981 mit der jugoslawischen Juniorennationalmannschaft den zweiten Platz bei der U-20-Weltmeisterschaft. Bei ihrem ersten Turnier mit der jugoslawischen A-Nationalmannschaft gewann sie die Bronzemedaille bei der Weltmeisterschaft 1982. Zwei Jahre später gewann sie die Goldmedaille bei den Olympischen Spielen in Los Angeles. Weiterhin nahm sie an den Olympischen Spielen 1988 in Seoul teil, die Jugoslawien auf dem vierten Platz abschloss.

## Sonstiges
Ihre Schwester Svetlana Antić spielte ebenfalls Handball.